# Castillazuelo
Castillazuelo ist eine spanische Gemeinde in der Provinz Huesca der Autonomen Gemeinschaft Aragonien. Sie liegt in der Comarca Somontano de Barbastro, etwa 58 Kilometer östlich von Huesca und sechs Kilometer nordwestlich von Barbastro. Castillazuelo, am Fluss Vero gelegen, ist über die Straße A1232 zu erreichen. 

## Geschichte
Der Ort entstand um eine mittelalterliche Burg des 13./14. Jahrhunderts, auf einer Anhöhe links des Flusses Vero. 

## Bevölkerungsentwicklung seit 1900
| 1900 | 1910 | 1930 | 1940 | 1950 | 1960 | 1970 | 1981 | 1992 | 1999 | 2004 |
| ---- | ---- | ---- | ---- | ---- | ---- | ---- | ---- | ---- | ---- | ---- |
| 780  | 744  | 614  | 555  | 482  | 450  | 403  | 285  | 276  | 241  | 230  |

## Sehenswürdigkeiten
- Pfarrkirche San Salvador
- Ermita de San Fabián y San Sebastián